# Borangraszanger
De borangraszanger (Cisticola bodessa) is een zangvogel uit de familie Cisticolidae.

## Verspreiding en leefgebied
Deze soort komt voor in noordoostelijk Afrika en telt twee ondersoorten:
- C. b. kaffensis: zuidwestelijk Ethiopië.
- C. b. bodessa: van zuidoostelijk Soedan tot centraal Ethiopië en centraal Kenia.

## Status
De grootte van de populatie is niet gekwantificeerd maar de soort wordt omschreven als plaatselijk vrij algemeen. Op de Rode lijst van de IUCN heeft deze soort de status niet bedreigd.